# میل، برابانت شمالی

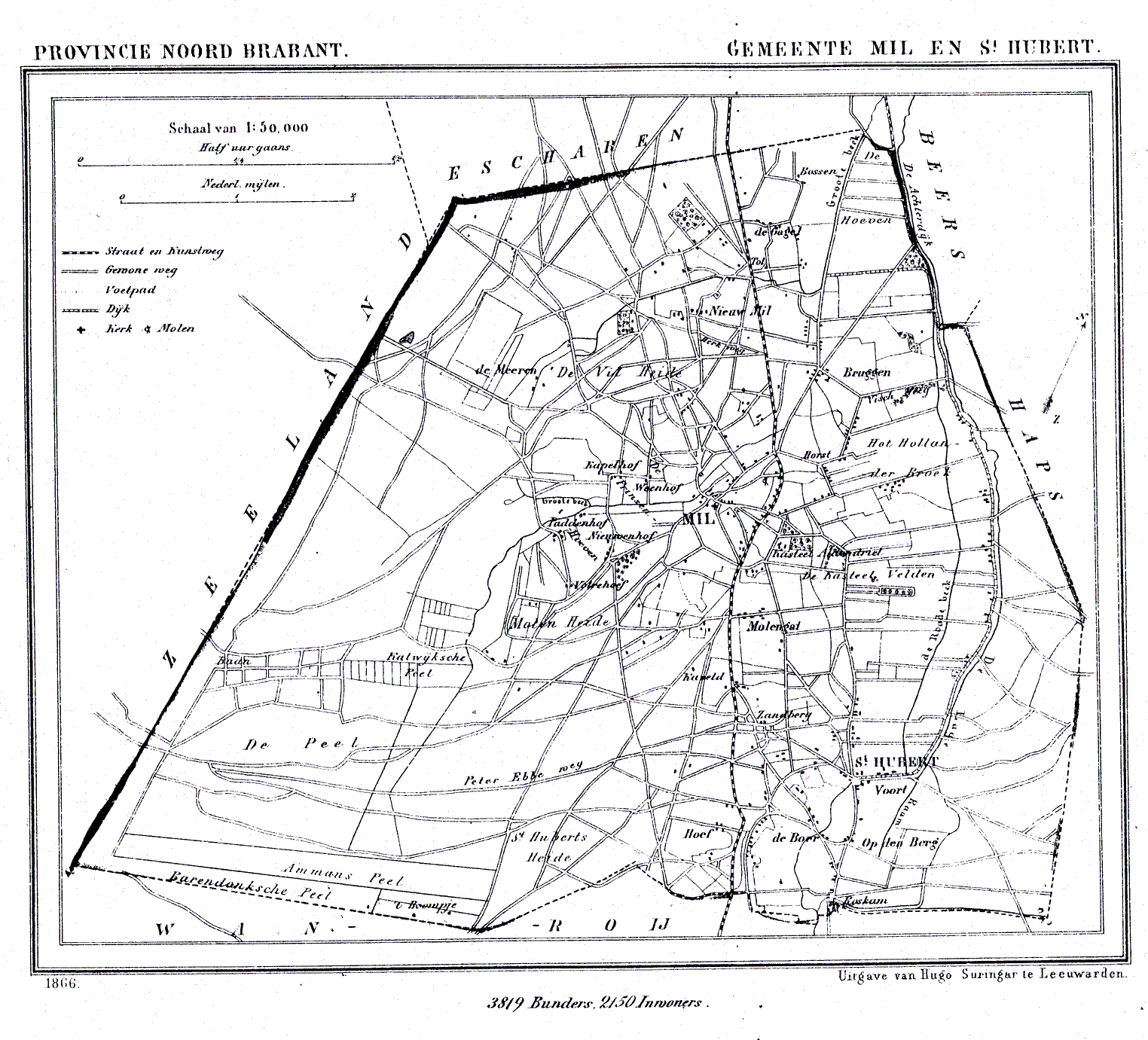
نقشه آسیاب در سال ۱۸۶۶

آسیاب یک روستا است در شهرداری هلند و در محدوده آسیاب سنت هوبرت، در استان برابانت شمالی. آسیاب از نبرد آسیاب شناخته و نام گذاری شده است، مبارزه دو روزه در طول تهاجم آلمان به هلند در سال ۱۹۴۰.
در ۱ ژانویه ۲۰۰۶، آسیاب ۶۰۴۹ نفر جمعیت داشت و روستا سرمایه‌ای از شهرداری بود. شهرداری خانه واقع شده است در آسیاب. خانه شهرداری در آسیاب واقع شده است.

## معروف (سابق) و ساکنان آسیاب
- کیس باستیانس
- لس مالر